# Habelia optata
L'abelia (Habelia optata) è un artropode estinto, vissuto nel Cambriano medio (circa 505 milioni di anni fa). I suoi resti sono stati ritrovati in Canada, nel famoso giacimento di Burgess Shales.

## Descrizione
Lungo circa quattro centimetri, questo animale popolava i bassi fondali spostandosi sulle corte zampe poste sotto il corpo. La testa era formata da una grossa struttura tondeggiante, completamente ricoperta di piccoli tubercoli dalla funzione sconosciuta; vi erano un paio corte appendici uniramose seguite da cinque paia di appendici allungate e biramose. Anche il corpo, suddiviso in dodici segmenti, era coperto da tubercoli; nella parte anteriore vi era una sorta di gibbosità. I primi sei segmenti del corpo erano dotati delle classiche appendici biramate degli artropodi primitivi (costituite da branchia e arto ambulacrale), mentre gli altri sei possedevano le sole branchie. L'ultimo somite del corpo presenta una sacca anale. La coda era strutturata come una lunga struttura bifida e dotata di creste e corte spine, con una singola articolazione a circa due terzi della lunghezza.

## Classificazione
Descritta originariamente come un primitivo merostomo, l'abelia è stata poi riconsiderata come artropode unico, forse imparentato con l'assai simile Molaria. Affinità sono state riscontrate con un altro artropode primitivo, la poco nota Thelxiope, anch'essa proveniente da Burgess Shales.